# ياكوف ليند
ياكوف ليند (بالألمانية: Jakov Lind)‏ (و. 1927 – 2007 م) هو كاتب مسرحي، ومخرج أفلام، ومترجم، وكاتب، ورسام، وممثل نمساوي، ولد في فيينا، توفي في لندن، عن عمر يناهز 80 عاماً.

## وصلات خارجية
- ياكوف ليند على موقع IMDb (الإنجليزية)
- ياكوف ليند على موقع مونزينجر (الألمانية)
- ياكوف ليند على موقع أول موفي (الإنجليزية)
- ياكوف ليند على موقع كينوبويسك (الروسية)